# كلاوديو باتيستا دوس سانتوس
كلاوديو باتيستا دوس سانتوس (19 أبريل 1967 في البرازيل – )؛ هو لاعب كرة قدم سابق كان يلعب كمهاجم.

## وصلات خارجية
- كلاوديو باتيستا دوس سانتوس على موقع رابطة كرة القدم اليابانية للمحترفين (اليابانية)
- كلاوديو باتيستا دوس سانتوس على موقع Soccerway.com (الإنجليزية)
- كلاوديو باتيستا دوس سانتوس على موقع عالم كرة القدم.نت (الإنجليزية)